# 芒萨克
芒萨克（法語：Mansac，法語發音：[mɑ̃sak]）是法国科雷兹省的一个市镇，属于布里夫拉盖亚尔德区。

## 地理
芒萨克（45°10'6"N, 1°23'0"E）面积18.4 平方千米，位于法国新阿基坦大区科雷兹省，该省份为法国中南部省份，北起上维埃纳省和克勒兹省，西接多爾多涅省，南至洛特省，东临多姆山省和康塔爾省。
与芒萨克接壤的市镇（或旧市镇、城区）包括：布里尼亚克-拉普莱讷、屈布拉克、圣庞塔莱翁-德拉尔什、瓦雷斯、伊桑东、帕扎亚克、泰拉松-拉维勒迪约。
芒萨克的时区为UTC+01:00、UTC+02:00（夏令时）。

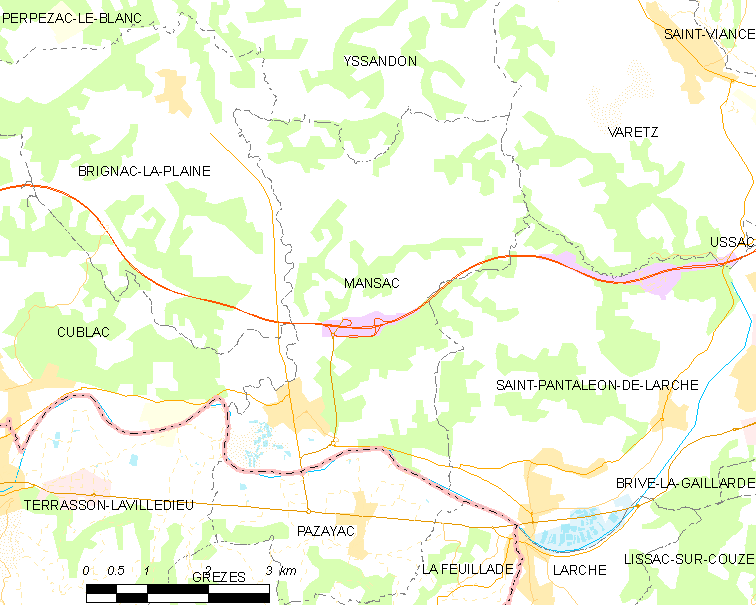
芒萨克的OSM定位图

## 行政
芒萨克的邮政编码为19520，INSEE市镇编码为19124。

## 政治
芒萨克所属的省级选区为圣庞塔莱翁-德拉尔什县。

## 人口

1962-2008年间芒萨克人口变化图示

芒萨克于2022年1月1日时的人口数量为1542人。